# Berghia stephanieae
Berghia stephanieae ist eine im Meerwasser lebende Nacktschnecke, die auch unter den Synonymen Berghia verrucicornis und Aeolidiella stephanieae beschrieben wurde.

## Lebensraum und Verbreitung
Die Schnecke ist vor allem nachtaktiv und versteckt sich tagsüber am liebsten in dunkleren strömungsarmen Bereichen.

## Merkmale
Der Körper der Schnecke ist meist weiß bis beige und nimmt mit der Menge der verspeisten Glasrosen (Aiptasia) an bräunlicher Dunkelheit zu, da die Nahrung in den äußeren Gliedmaßen eingelagert wird. Diese Gliedmaßen werden bei Angriffen von potentiellen Fressfeinden zur Verteidigung abgeworfen. Die gesamte Körperlänge einer ausgewachsenen Schnecke kann bis zu 3 cm betragen, wobei das hintere Ende einen Anteil von 1 cm übernimmt, nur sehr dünn und nicht sofort zu erkennen ist.

## Ernährung
Die glasrosenfressenden Schnecken sind absolute Nahrungsspezialisten und ernähren sich ausschließlich von Glasrosen (Aiptasia). Aus diesem Grund werden die Schnecken vermehrt in der Meerwasseraquaristik gezüchtet, um damit der inflationären Ausbreitung der ungeliebten Anemonenart entgegenwirken zu können.

## Fortpflanzung

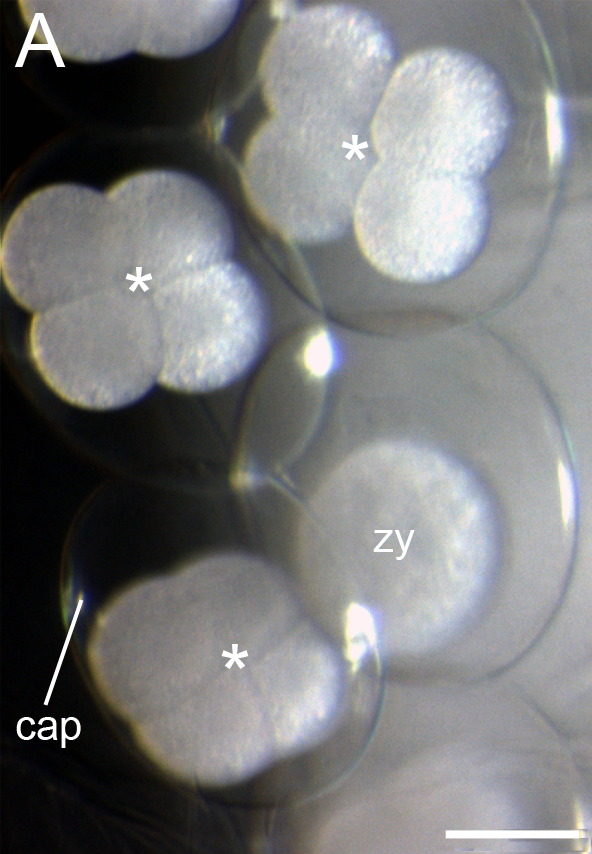
Eier in der Nahaufnahme

Die Gelege werden nach intensiver Fütterung innerhalb von zwei bis drei Tagen an glatten Oberflächen an einem oder mehreren Verbindungspunkten am Untergrund festgeklebt. Innerhalb der Gelege befinden sich je nach Alter und Größe des Muttertiers zwischen 100 und bei größeren Exemplaren bis zu 1.000 einzelne Eier, die nach wenigen Tagen schlüpfen.

## Sonstiges
Bei der Zucht gibt es verschiedene Möglichkeiten. Meist werden mehrere kleine Gefäße oder Aquarien bis 60 Liter verwendet, in die das Futter, das sich meist auf dem Riffgestein befindet, leicht eingesetzt werden kann.